# Oberhofen (Pleisweiler-Oberhofen)
Oberhofen ist der kleinere von zwei Ortsteilen der rheinland-pfälzischen Ortsgemeinde Pleisweiler-Oberhofen im Landkreis Südliche Weinstraße.

## Lage
Oberhofen befindet sich im nordöstlichen Gemeindegebiet und ist hauptsächlich von Weinbergen des Weinanbaugebiet Pfalz umgeben. Westlich von ihm erstreckt sich ein Naturschutzgebiet. Oberhofen besteht aus der Hauptstraße und der Nonnensuselstraße.

## Geschichte
1316 wurde der Ort als „Oberhouen“ erwähnt. Bis 1804 war Oberhofen Teil der Französischen Republik, anschließend bis 1814 Teil des Napoleonischen Kaiserreichs, und in den Kanton Bergzabern im Departement des Niederrheins eingegliedert. 1828 wurde Oberhofen mit dem Nachbarort Pleisweiler zur Gemeinde Pleisweiler-Oberhofen zusammengelegt. Von 1818 bis 1862 gehörte er dem Landkommissariat Bergzabern an; aus diesem ging das Bezirksamt Bergzabern hervor. 1925 hatte Oberhofen 183 Einwohner, die in 48 Wohngebäuden lebten. Sowohl die Katholiken als auch die Protestanten gehörten damals zur Pfarrei von Bergzabern.

## Infrastruktur
Vor Ort befinden sich insgesamt sieben Kulturdenkmäler. Am westlichen Rand des Siedlungsgebiets verläuft außerdem die Deutsche Weinstraße. Östlich verläuft die Bundesstraße 48. Außerdem besitzt der Ort eine Haltestelle der VRN-Buslinie 540, die den Ort mit Landau in der Pfalz und Bad Bergzabern verbindet.

## Rezeption
Der Autor August Becker ließ seinen Roman Die Nonnensusel in Oberhofen spielen.